# David Jonathans
David Jonathans (Ciudad de Luxemburgo, 26 de enero de 2004) es un futbolista luxemburgués que juega en la demarcación de delantero para el F. C. Den Bosch de la Eerste Divisie, cedido por el Bayern de Múnich II. Además es internacional con la selección de fútbol de Luxemburgo.

## Trayectoria

### Clubes
David Jonathans, de origen neerlandés y con raíces también en Indonesia, jugó en el Swift Hesperingen de Luxemburgo hasta 2020 antes de trasladarse a Alemania para incorporarse al centro de desarrollo juvenil del FC Bayern de Múnich. En abril de 2022 firmó una extensión de contrato con el club hasta 2025. Pasó por todos los equipos juveniles hasta que en 2022 subió al filial. El 3 de octubre de 2022 fue convocado por primera vez por Holger Seitz para jugar contra el TSV Aubstadt, aunque no llegó a disputar ningún minuto. Finalmente, hizo su debut con el filial el 17 de mayo de 2022 en un partido de liga contra el FC Nuremberg II, encuentro que finalizó con un resultado de 1-3 a favor del conjunto bávaro.

### Selección nacional
Llegó a jugar varios partidos en las categorías inferiores de la selección de Luxemburgo, dos partidos y cinco goles con la selección de fútbol sub-15 de Luxemburgo, uno con la sub-16, tres de clasificación al Campeonato Europeo Sub-17 de la UEFA 2020 con la sub-17, y tres encuentros con la clasificación para el Campeonato de Europa Sub-19 de la UEFA 2022 con la sub-19, además de un gol contra la selección de fútbol sub-20 de España. Finalmente hizo su debut con la selección absoluta el 9 de junio de 2023 en un partido amistoso contra Malta que finalizó con un resultado de 0-1 a favor del combinado maltés tras el gol de Kyrian Nwoko. Además fue convocado por el seleccionador Luc Holtz para disputar los posteriores partidos de clasificación para la Eurocopa 2024.

## Estadísticas

### Clubes
Actualizado al último partido disputado el 20 de mayo de 2025.
| Club                           | Div.          | Temporada     | Liga  | Liga  | Liga   | Copas nacionales | Copas nacionales | Copas nacionales | Copas internacionales | Copas internacionales | Copas internacionales | Total | Total | Total  |
| Club                           | Div.          | Temporada     | Part. | Goles | Asist. | Part.            | Goles            | Asist.           | Part.                 | Goles                 | Asist.                | Part. | Goles | Asist. |
| ------------------------------ | ------------- | ------------- | ----- | ----- | ------ | ---------------- | ---------------- | ---------------- | --------------------- | --------------------- | --------------------- | ----- | ----- | ------ |
| Bayern de Múnich II · Alemania | 4.ª           | 2022-23       | 1     | 0     | 0      | —                | —                | —                | —                     | —                     | —                     | 1     | 0     | 0      |
| Bayern de Múnich II · Alemania | 4.ª           | 2023-24       | 26    | 3     | 3      | —                | —                | —                | —                     | —                     | —                     | 26    | 3     | 3      |
| Bayern de Múnich II · Alemania | Total club    | Total club    | 27    | 3     | 3      | 0                | 0                | 0                | 0                     | 0                     | 0                     | 27    | 3     | 3      |
| F. C. Den Bosch · Países Bajos | 2.ª           | 2024-25       | 2     | 0     | 0      | 0                | 0                | 0                | —                     | —                     | —                     | 2     | 0     | 0      |
| F. C. Den Bosch · Países Bajos | Total club    | Total club    | 2     | 0     | 0      | 0                | 0                | 0                | 0                     | 0                     | 0                     | 2     | 0     | 0      |
| Total carrera                  | Total carrera | Total carrera | 29    | 3     | 3      | 0                | 0                | 0                | 0                     | 0                     | 0                     | 29    | 3     | 3      |